# Turchia ai Giochi della XVII Olimpiade
La Turchia partecipò ai Giochi della XVII Olimpiade che si sono svolti a Roma dal 25 agosto all'11 settembre 1960, con una delegazione di 49 atleti impegnati in sei discipline.

## Medagliere

### Per discipline
| Sport              | Oro | Argento | Bronzo | Totale |
| ------------------ | --- | ------- | ------ | ------ |
| Lotta libera       | 4   | 2       | 0      | 6      |
| Lotta greco-romana | 3   | 0       | 0      | 3      |
| Totale             | 7   | 2       | 0      | 9      |

### Medaglie
| Medaglia | Atleta             | Sport              | Evento             |
| -------- | ------------------ | ------------------ | ------------------ |
| Oro      | Müzahir Sille      | Lotta greco-romana | Pesi piuma         |
| Oro      | Mithat Bayrak      | Lotta greco-romana | Pesi welter        |
| Oro      | Tevfik Kış         | Lotta greco-romana | Pesi medio-massimi |
| Oro      | Ahmet Bilek        | Lotta libera       | Pesi mosca         |
| Oro      | Mustafa Dağıstanlı | Lotta libera       | Pesi piuma         |
| Oro      | Hasan Güngör       | Lotta libera       | Pesi medi          |
| Oro      | İsmet Atlı         | Lotta libera       | Pesi medio-massimi |
| Argento  | İsmail Oğan        | Lotta libera       | Pesi welter        |
| Argento  | Hamit Kaplan       | Lotta libera       | Pesi massimi       |

## Risultati

### Calcio
| Atleta | Classifica |                    |
| --- | --- | ------------------ |
| V · D · M Nazionale olimpica turca · Calcio ai Giochi Olimpici Estivi 1960 P Gökalp · P Küçükbay · D Canlısoy · D Çipiloğlu · D Taner · D Özyazıcı · C Doruk · C Ertan · C Kozan · C Tarhan · A Bayrak · A Köken · A Önüt · A Şensan · A Soydan · A Özaytaç · A Uygun · A Yalçınkaya · A Yıldız · CT : Görkey | 9° |                    |
| Nazionale olimpica turca · Calcio ai Giochi Olimpici Estivi 1960 | |                    |
| P Gökalp · P Küçükbay · D Canlısoy · D Çipiloğlu · D Taner · D Özyazıcı · C Doruk · C Ertan · C Kozan · C Tarhan · A Bayrak · A Köken · A Önüt · A Şensan · A Soydan · A Özaytaç · A Uygun · A Yalçınkaya · A Yıldız · CT: Görkey                                                                             | P Gökalp · P Küçükbay · D Canlısoy · D Çipiloğlu · D Taner · D Özyazıcı · C Doruk · C Ertan · C Kozan · C Tarhan · A Bayrak · A Köken · A Önüt · A Şensan · A Soydan · A Özaytaç · A Uygun · A Yalçınkaya · A Yıldız · CT: Görkey | Turchia (bandiera) |